# 161913 Hunyadi
A 161913) Hunyadi (ideiglenes jelöléssel (161913) 2007 EA) a Naprendszer kisbolygóövében található aszteroida. Sárneczky Krisztián fedezte fel 2007. március 5-én. Nevét a Hunyadi-családról kapta.